# Throw Run and Catch
Throw Run and Catch (TRC) är en frisbeesportgren som går ut på att spelaren kastar sin frisbee från markerad utkastcirkel, upp mot vinden i en lång kurva. Målet är sedan att med en hand fånga sitt eget kast så långt som möjligt från utkastplatsen. Ett bra tävlingsresultat ligger normalt mellan 60 och 80 meter.
Världsrekordet för herrar är 94,00 meter, och sattes av Kalmar FK:s Christian Sandström under världsmästerskapen 2003 i San Diego. Världsrekordet för damer sattes 1985 av Judy Horowitz och mäter 60,02 m .